# Aerozin 50
Aerozin 50 (engl.: Aerozine 50) ist eine Treibstoffmischung für Raketen. Sie wurde ursprünglich in den 1950er Jahren für die Titan-II-Interkontinentalraketen entwickelt und wird heute jedoch auch in anderen US-Raketen verwendet, unter anderem der zweiten Stufe der Delta-II-Rakete.
Aerozin 50 reagiert spontan mit dem Oxidationsmittel Distickstofftetroxid, diese Kombination ist also hypergol. Die Treibstoffmischung und Distickstofftetroxid sind getrennt voneinander bei normalen Temperaturen lagerfähig.

## Zusammensetzung und Gefahren
Aerozin 50 ist eine giftige und ätzende Mischung aus 50 Prozent 1,1-Dimethylhydrazin (UDMH) und 50 Prozent Hydrazin.
| Gefahrensymbol | Gefahrensymbol | Gefahrensymbol |

| Gefahrensymbol | Gefahrensymbol |

| Gefahrensymbol | Gefahrensymbol | Gefahrensymbol |

| Gefahrensymbol | Gefahrensymbol |

Für die Mischung ist keine Gefahrstoffeinstufung verfügbar.

## Verwandte Treibstoffe
UH 25 besteht aus 75 Prozent UDMH und 25 Prozent Hydrazinmonohydrat. Durch die Verwendung des Monohydrats enthält UH 25 also neben Hydrazin und UDMH auch Wasser.